# Кесен-Нума

38°54′30″ пн. ш. 141°34′12″ сх. д. / 38.90833° пн. ш. 141.57000° сх. д.
Кесе́н-Ну́ма (яп. 気仙沼市, けせんぬまし, МФА: [kesen numa ɕi̥]) — місто в Японії, в префектурі Міяґі.

## Короткі відомості
Розташоване в північно-східній частині префектури, на узбережжі Санріку затоки Кесен-Нума. Один з тихоокеанських центрів рибальства і вирощування устриць. 2006 року поглинуло містечко Каракува. Станом на 1 жовтня 2008 площа міста становила 226,67 км². Станом на 1 січня 2009 населення міста становило 63 777 осіб.